# José Jesús García
José "Pepe" Jesús García Gómez (Almería, 1865-Almería, 1916) fue un periodista, escritor y político español, diputado en las Cortes de la Restauración.

## Biografía

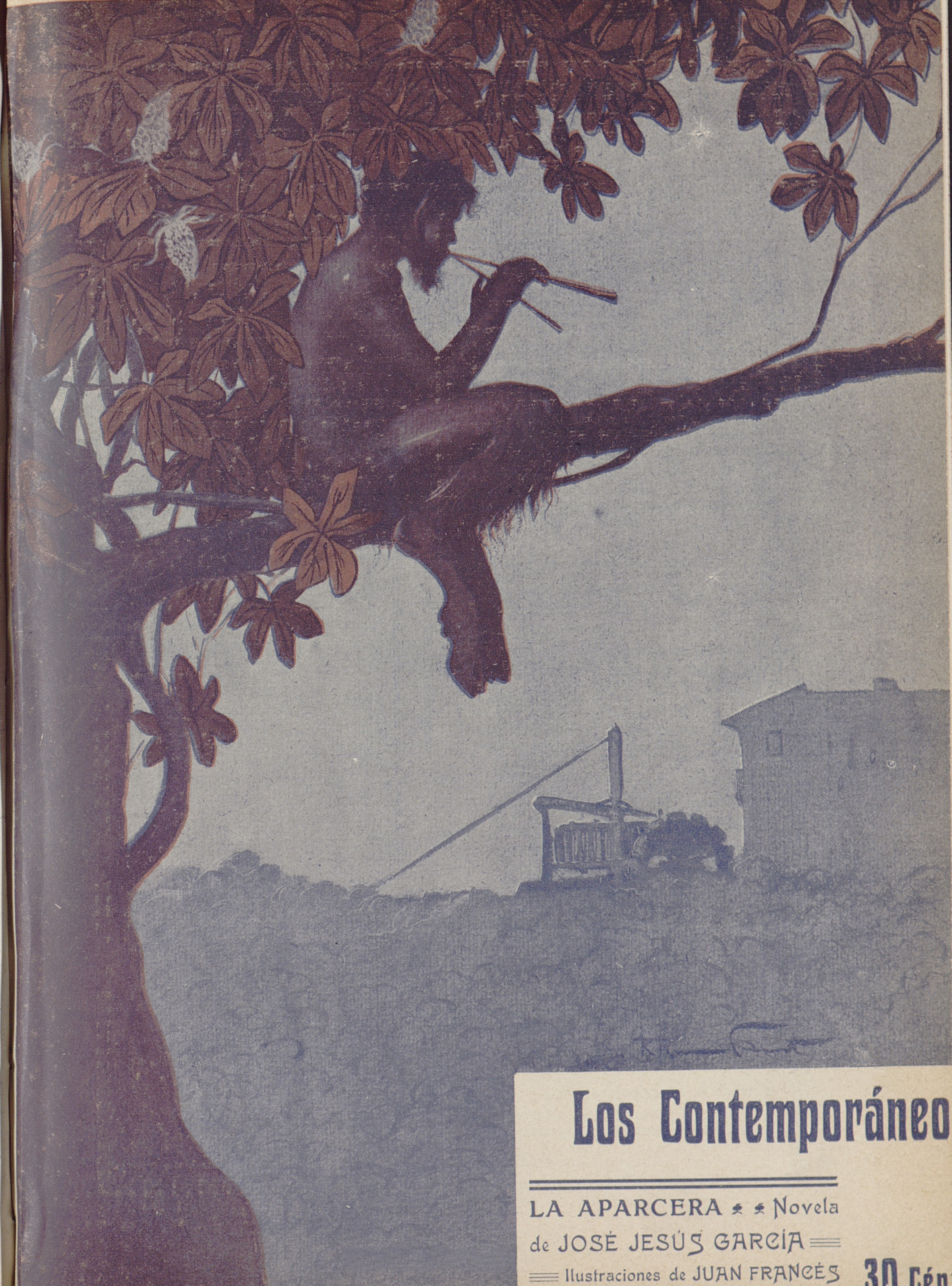
Portada de La aparcera (Los Contemporáneos, 1909)

Nacido en Almería en 1865, fue fundador y director del periódico almeriense La República (1890), además de la revista literaria La Ola. También fue fundador del periódico almeriense El Radical.
De ideología republicana, obtuvo escaño de diputado a Cortes en las elecciones generales de 1905 por el distrito de Almería. Falleció en su ciudad natal el 10 de marzo de 1916. Entre sus novelas y relatos se encontraron los titulados Tomás I, Quitolis y La aparcera.